# Pavľany

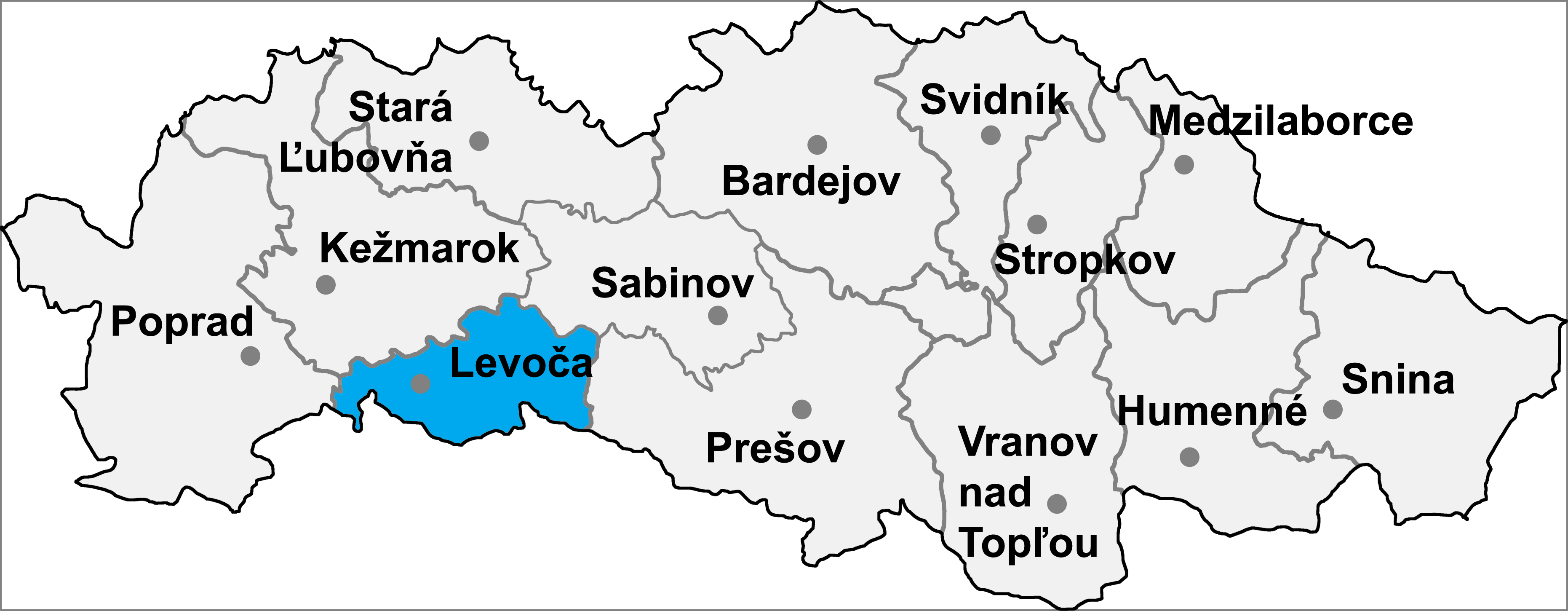
Localizzazione del distretto di Levoča

Pavľany (in ungherese Szepesszentpál) è un comune della Slovacchia facente parte del distretto di Levoča, nella regione di Prešov.

## Storia
Fu menzionato per la prima volta nelle cronache storiche nel 1245.